# Thomas Heiler

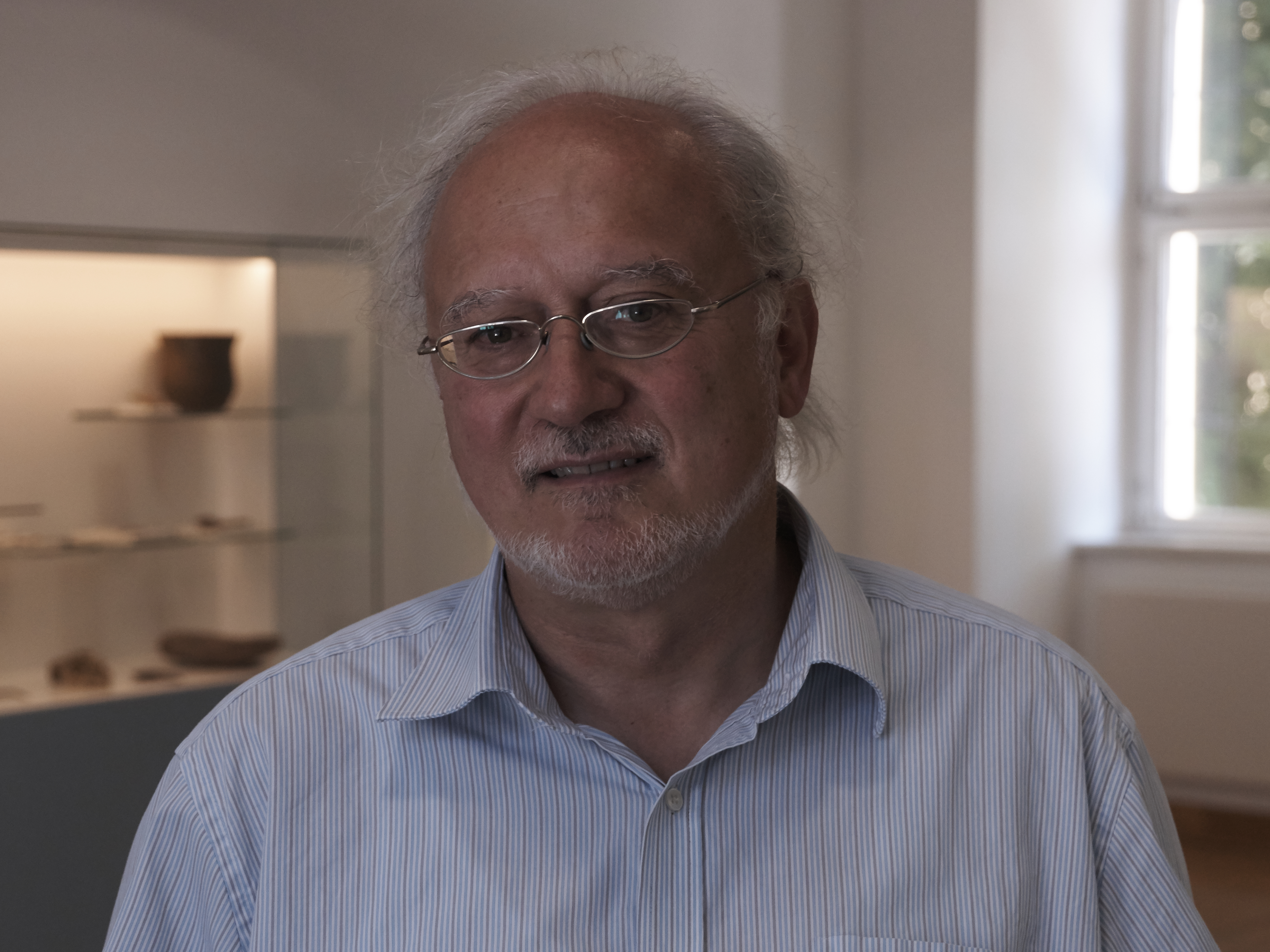
Thomas Heiler im Vonderau Museum (2016)

Thomas Heiler (* 27. November 1959 in Ludwigsburg) ist ein deutscher Historiker und Archivar. Er ist Leiter sowohl des Stadtarchivs als auch des Kulturamts in der Stadt Fulda.

## Leben
Thomas Heiler wurde in Ludwigsburg geboren und wuchs dort auf. Er besuchte in Freudenstadt das Gymnasium und bestand dort das Abitur. Anschließend studierte er an den Universitäten München und Würzburg Geschichte und Germanistik. Zusätzlich absolvierte er an der Fachhochschule für öffentliche Verwaltung und Rechtspflege in Bayern den Studiengang Archiv- und Bildungswesen, den er als Diplom-Archivar abschloss. 1998 promovierte er mit einer Arbeit zum historiographischen Werk des Lorenz Fries. Im selben Jahr wurde er Leiter des Stadtarchivs der Sonderstatusstadt Fulda. 2011 wurde er zusätzlich mit der Leitung des Kulturamts in Fulda betraut. In dieser Funktion ist er verantwortlich für das Schlosstheater, das Vonderau Museum, die städtische Volkshochschule und die Musikschule.
Ehrenamtlich ist Heiler als zweiter Vorsitzender sowie Geschäftsführer des als Herausgeber der Fuldaer Geschichtsblätter bekannten „Fuldaer Geschichtsvereins“ tätig sowie seit 2004 als wissenschaftlicher Mitarbeiter und seit 2007 auch im Hauptausschuss der Historischen Kommission für Hessen.

## Werke

### Autor
- Der Grafeneckart. Zur Geschichte des Würzburger Rathauses, Universitätsbuchhandlung Ferdinand Schöningh, Würzburg 1986, ISBN 3-87717-753-0.
- Von den Anfängen bis Rugger 1125, Band 1 von Fries, Lorenz: Chronik der Bischöfe von Würzburg 742–1495, Universitätsbuchhandlung Ferdinand Schöningh, Würzburg 1992, ISBN 3-87717-767-0.
- Die Würzburger Bischofschronik des Lorenz Fries (gestorben 1550). Studien zum historiographischen Werk eines fürstbischöflichen Sekretärs und Archivars, Universitätsbuchhandlung Ferdinand Schöningh, Würzburg 2000, ISBN 3-87717-788-3 (zugleich Dissertation).
- mit Beate Kann: Fulda, Sutton Verlag, Erfurt 2001, ISBN 3-89702-311-3.
- mit Gregor Stasch: Gustav Iller (1878–1952). Maler – Heimatforscher – Sammler. Das Leben in Fulda in den letzten Jahrzehnten des Kaiserreichs, Michael Imhof Verlag, Petersberg 2002, ISBN 3-935590-55-5 (Ausstellungskatalog).
- mit Günter Sagan, Beate Kann: Der Tod kam in der Mittagszeit. Fulda im Bombenkrieg 1944–1945, Wartberg Verlag, Gudensberg-Gleichen 2004, ISBN 3-8313-1468-3.
- mit Beate Kann: Fulda 1945 bis 1970, Sutton Verlag, Erfurt 2005, ISBN 3-89702-828-X.
- mit Klaus Reder, Willy Kiefer: Die Landgerichte Hilders und Weyhers um 1860, Institut für Deutsche Philologie, Würzburg 2005.[4]
- mit Georg Klein, Gregor Stasch: Maschinenbau in Fulda. Klein & Stiefel 1905–1979, Michael Imhof Verlag, Petersberg, 2006, ISBN 3-86568-067-4 (Ausstellungskatalog).
- mit Beate Kann, Renate Pütz, Heinz Gellings, Gregor Stasch (Hrsg.): „Alles für Fulda!“ Aspekte der Kommunalpolitik 1946–2006, Michael Imhof Verlag, Petersberg 2006, ISBN 3-86568-141-7 (Ausstellungskatalog).
- mit Beate Kann: Eisenbahnknotenpunkt Fulda, Sutton Verlag, Erfurt 2011, ISBN 978-3-86680-785-3.
- mit Beate Kann: Ein halbes Jahrhundert Fuldaer Zeitgeschichte im Fokus des Pressefotografen Hubert Weber, Parzeller, Fulda 2011, ISBN 978-3-7900-0436-6.
- Fulda in den 50er- und 60er-Jahren. Fotos aus der Sammlung Hubert Weber, Sutton Verlag, Erfurt 2014, ISBN 978-3-95400-395-2.
- mit Elisabeth Ott: Der Erste Weltkrieg in Fulda, Parzeller, Fulda 2014, ISBN 978-3-7900-0481-6.

### Herausgeber
- Das Türkensteuerregister der Fürstabtei Fulda von 1605, Parzeller, Fulda 2004, ISBN 3-7900-0362-X.
- mit Alessandra Sorbello Staub, Bernd Willmes: „Der Weise lese und erweitere sein Wissen“, Verlag Herder, Freiburg 2013, ISBN 978-3-451-30694-5 (Festschrift für Berthold Jäger).
- mit Alessandra Sorbello Staub, Berthold Jäger, Michael Imhof: Fulda in den Künsten, Michael Imhof Verlag, Petersberg 2015, ISBN 978-3-7319-0202-7 (Festschrift für Gregor Stasch).